# 277-й гвардейский бомбардировочный авиационный полк
277-й гвардейский бомбардировочный авиационный Млавский Краснознамённый полк (277-й бап) — авиационный полк, принимавший участие в Великой Отечественной войне и после распада СССР вошедший в состав ВВС России.

## История наименований полка

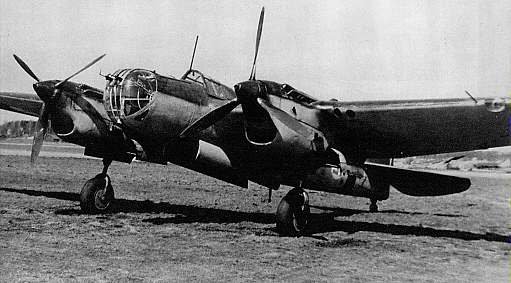
Самолёт СБ. Этими самолётами полк был вооружён при формировании

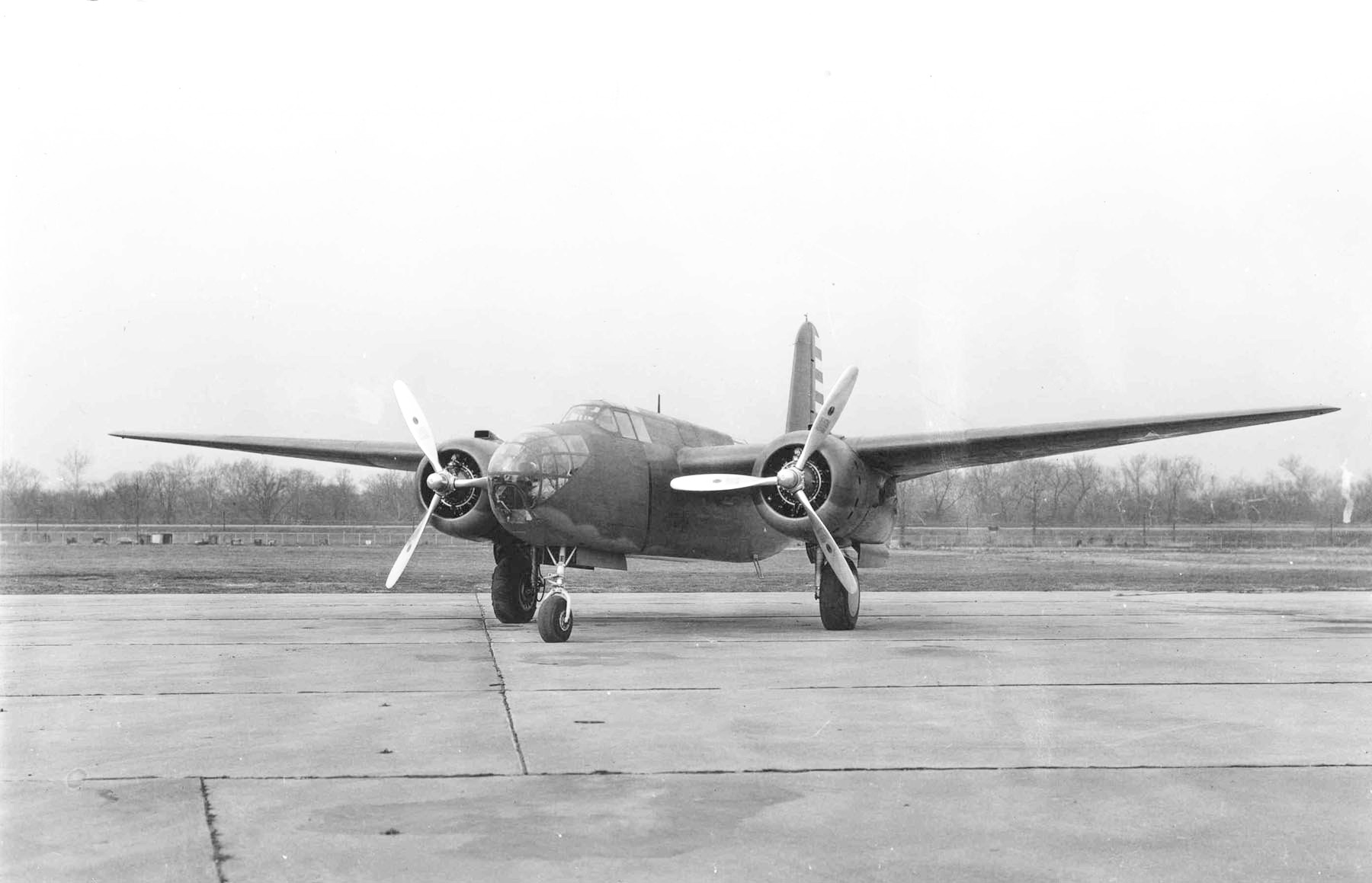
Douglas A-20 Havoc. Этими самолётами полк воевал во время Воздушного сражения на Кубани.

- 277-й ближний бомбардировочный авиационный полк;
- 277-й бомбардировочный авиационный полк;
- 277-й бомбардировочный авиационный Млавский полк;
- 277-й бомбардировочный авиационный Млавский Краснознамённый полк;
- 6988-я авиационная база ;
- 6983-я гвардейская авиационная база;
- 277-й бомбардировочный авиационный Млавский Краснознамённый полк;
- 277-й бомбардировочный авиационный полк (с 2015 года)[1];
- 277-й бомбардировочный авиационный Млавский полк (29.01.2018 г.)[2];
- 277-й гвардейский бомбардировочный авиационный Млавский полк (09.11.2022 г.);
- Войсковая часть (Полевая почта) 23239;
- Войсковая часть (Полевая почта) 44346 (с 1970 года);
- Войсковая часть (Полевая почта) 77983[3]

## История и боевой путь полка
Полк начал формирование в апреле 1941 года в городе Кропоткине Краснодарского края в составе 2-х эскадрилий на самолётах СБ. Своё формирование полк закончил 13 сентября 1941 года на аэродроме в городе Сальск Ростовской области. По окончании формирования приказом Главнокомандующего ВВС РККА получил наименование 277-й ближнебомбардировочный авиационный полк. Вошёл в состав ВВС 56-й армии Южного фронта. ВВС армии находились в стадии формирования. Полк 9 октября 1941 года был передан в состав 73-й смешанной авиационной дивизии, в полку на тот момент насчитывалось 9 самолётов СБ. В составе дивизии полк принял участие в обороне города Таганрога, нанося штурмовые и бомбардировочные удары по наступающим танкам и мотомеханизированным колоннам противника.
В июне 1942 г. отведён на переформирование в 11-й запасной смешанный авиационный полк в город Кировабад Азербайджанской ССР, где личный состав полка переучивался на самолёты Douglas A-20B.
Полк 14 сентября 1942 года вошёл в состав 219-й бомбардировочной авиационной дивизии Северной группы войск 4-й воздушной армии Закавказского фронта, а уже 19 сентября начал боевую работу по разгрому Моздокской, Нижне-Крупской и Гизелевской группировок врага. В этой операции полк совершил 187 боевых вылетов, в результате которых было уничтожено: 9 самолётов, 82 танка, 150 автомашин с живой силой, 2 батареи, более 1300 солдат и офицеров противника.
С 20 по 27 сентября 1942 года полк выполнял боевые задачи, поставленные командованием Закавказского фронта. За образцовое выполнение заданий в этот период командующий 4-й воздушной армией объявил благодарность личному составу полка. В боях под Моздоком, Новым Курпом, Верхним Курпом воины полка показали образцы мужества, отваги, героизма, умения и самоотверженности. В период с 15 сентября 1042 года по 5 января 1943 года в боях при обороне Моздока, Грозного, Нальчика и Орджоникидзе полк потерял до 80 % боевой техники и до 60 % летного состава.
С началом 1943 года полк вместе с дивизией постоянно перебазировался вслед за наступающими войсками, 8 января с Грозненского аэроузла перебазировался на полевые аэродромы продолжая выполнять боевые задачи по нанесению бомбовых ударов по железнодорожным станциям, перегонам, мостам и скоплениям автомашин, технике и живой силе противника.
В воздушных сражениях на Кубани с апреля по июль 1943 года полк принимал активное участие всеми своими силами. За отличные боевые действия и проявленный героизм на Тамани и Керчи личный состав полка четыре раза получал благодарности от Верховного Главнокомандующего. В сентябре 1943 года дивизия вышла из состава 4-й воздушной армии, а с 10 октября полк был выеден из состава 219-й бомбардировочной авиационной дивизии и включён в состав 132-й бомбардировочной авиационной дивизии.
В составе 132-й бомбардировочной авиационной дивизии, вошедшей в состав 4-й воздушной армии полк успешно воевал в Керченско-Эльтигенской десантной операции с 31 октября по 11 декабря 1943 года, а в 1944 году в Керченско-Севастопольской наступательной операции где полк поддерживал войска Отдельной Приморской армии.
С мая 1944 года полк вместе с дивизией вошёл в состав 6-го смешанного авиакорпуса и участвовал в Бобруйской и Люблинской операциях по разгрому и уничтожению крупных группировок противника. В этих операциях полк произвёл 288 боевых вылетов, в результате которых нанесён большой урон противнику в живой силе и военной технике.
В сентябре 1944 года корпус переименован в 5-й бомбардировочный авиационный корпус. С января 1945 года полк принимал участие в разгроме войск противника в Северо-западных районах Польши в районе городов Млава и Дзядлово). За отличные боевые действия и мужество, проявленные личным составом, приказом главнокомандующего от 19.02.45 г. личный состав был удостоен высокой оценки, а полку присвоено почётное наименование Млавский.
В заключительные дни войны полк вёл боевые действия полк на территории Северной Германии, нанося сокрушительные удары по портам, плавсредствам и опорным пунктам противника в районе Бреслау и острова Рюген.

## В действующей армии

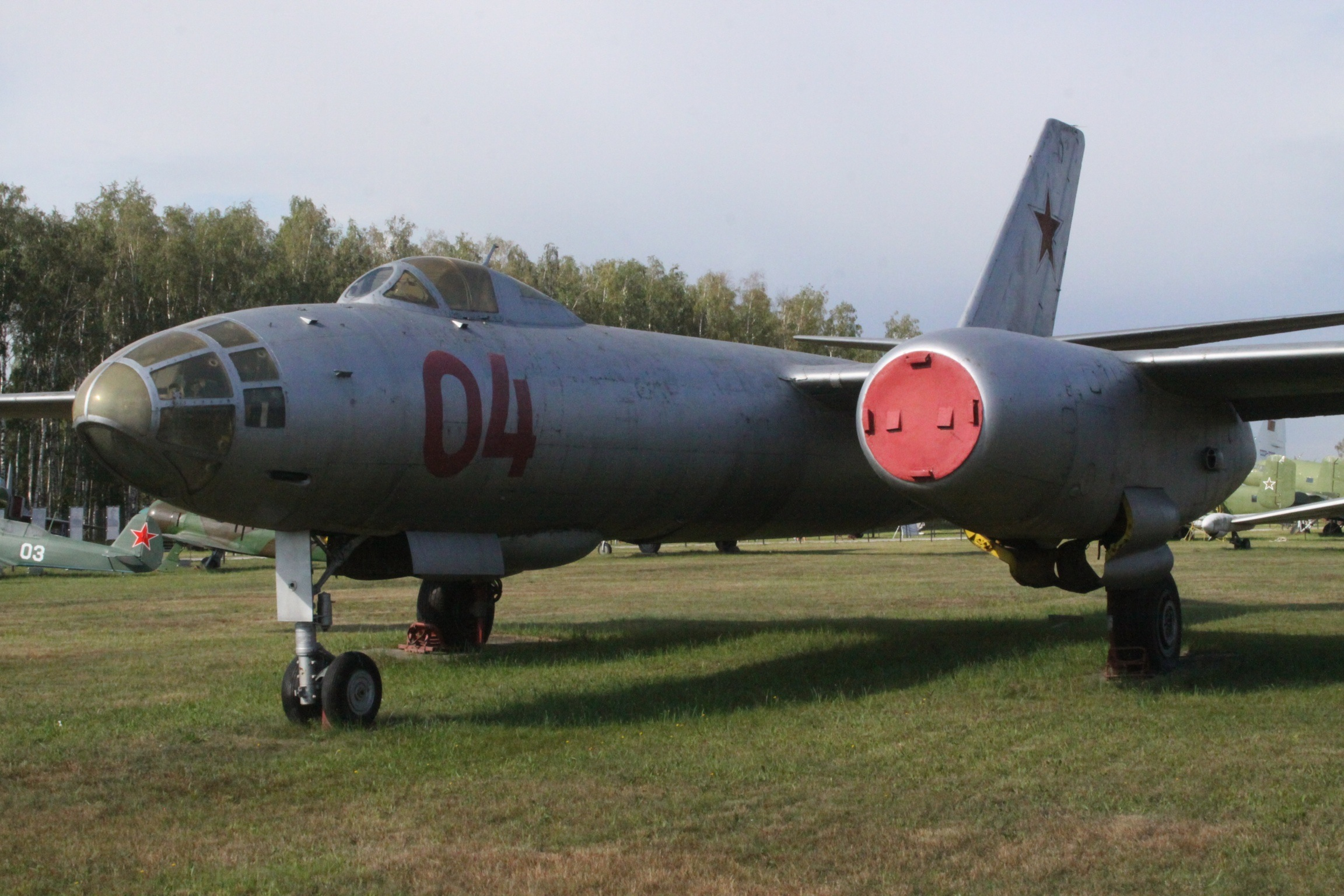
Ил-28. Такие самолёты стояли на вооружении полка с 1951 года по 1960 гг.

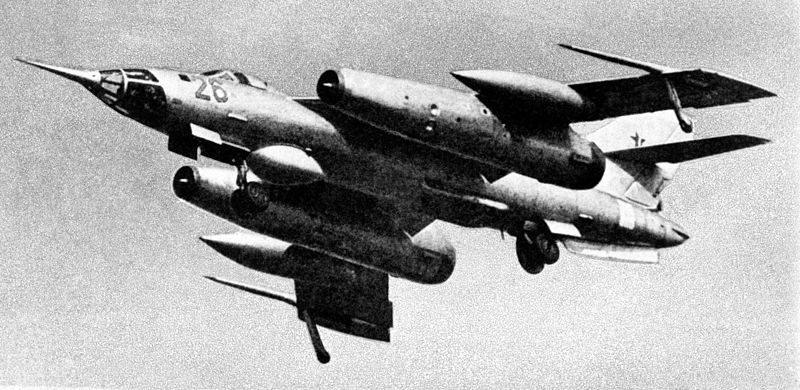
Як-28. Эти самолёты пришли на замену Ил-28.

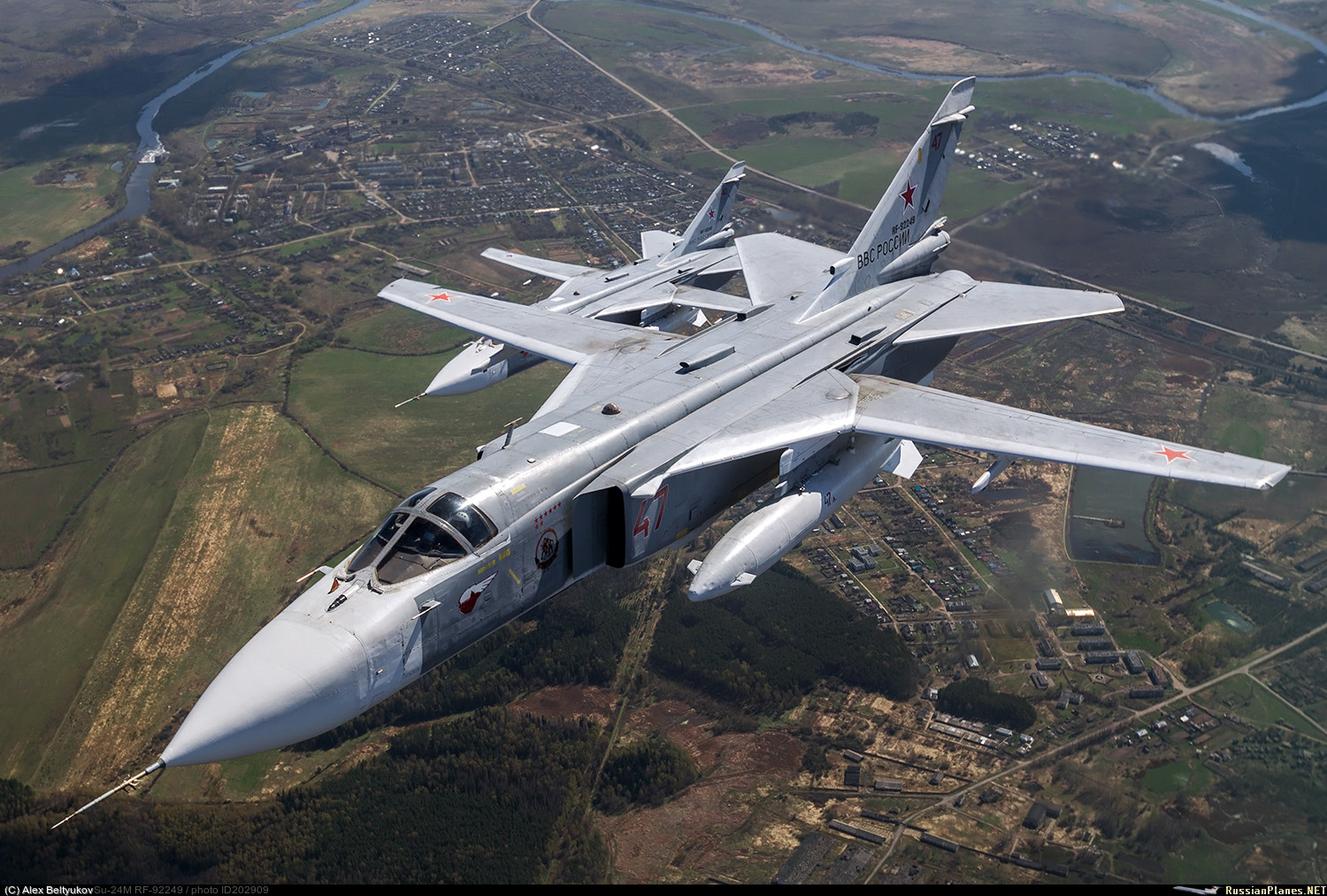
Су-24М. Эти самолёты пришли на замену Су-24.

В составе действующей армии полк находился:
- с 1 октября 1941 года по 25 марта 1942 года,
- с 17 сентября 1942 года по 4 сентября 1944 года;
- с 6 декабря 1944 года по 9 мая 1945 года.

### Командование
- капитан, майор, подполковник Кужелев Сергей Петрович, 04.1941 — 04.12.1943 (погиб)[4];
- майор Боронин Иван Константинович, 12.1943 — 12.03.1944 (погиб)[4];
- майор Щербатых Алексей Гаврилович, 19.03.1944 — 05.1945[4].

### Участие в операциях и битвах
- Ростовская операция (1941) — с 22 ноября 1941 года по 2 декабря 1941 года.
- Северо-Кавказская операция[8] — с 17 сентября 1942 года по 4 февраля 1943 года.
- Моздок-Малгобекская операция[8] — с 17 сентября 1942 года по 28 сентября 1942 года.
- Нальчикско-Орджоникидзевская операция[8] — с 25 октября 1942 года по 12 ноября 1942 года.
- Краснодарская наступательная операция[8] — с 9 февраля 1943 года по 24 мая 1943 года.
- Воздушные сражения на Кубани[8] — с апреля по июнь 1943 года.
- Керченско-Эльтигенская десантная операция — с 31 октября по 11 декабря 1943 года.
- Крымская стратегическая наступательная операция — с 8 апреля 1944 года по 12 мая 1944 года.
- Белорусская операция «Багратион»[9] с 23 июня 1944 года по 29 августа 1944 года
- Бобруйская операция с 24 июня 1944 года по 29 июня 1944 года
- Минская операция с 29 июня 1944 года по 4 июля 1944 года
- Люблин-Брестская операция с 18 июля 1944 года по 2 августа 1944 года
- Восточно-Прусская операция[9] — с 13 января 1945 года по 25 апреля 1945 года.
- Млавско-Эльбингская операция — с 14 января 1945 года по 26 января 1945 года.
- Восточно-Померанская операция[9] — с 10 февраля 1945 года по 4 апреля 1945 года.
- Кенигсбергская операция — с 6 апреля 1945 года по 9 апреля 1945 года.
- Земландская операция[9] — с 13 апреля 1945 года по 25 апреля 1945 года.
- Берлинская операция[9] — с 16 апреля 1945 года по 8 мая 1945 года.

### Послевоенный период
После войны полк базировался на аэродроме Явор в Польше входя в состав 132-й бомбардировочной дивизии. В конце 1945 года полк перебазировлася на аэродром Коломыя. В 1950 году полк перебазировался на аэродром Ивано-Франковск, где в 1961 году получил самолёты Ил-28, в том числе и Ил-28 Ш.
В мае 1954 года (21.05.1954 г.) полк перебазировался на аэродром Бранд в Германии вместе с дивизией в состав 24-й воздушной армии ГСВГ. В 1965 году полк получил новые самолёты — Як-28И, на которых пролетал до 1975 года. В 1967 году полк перебазировался на аэродром Финов. В июле 1967 года 132-я бомбардировочная авиационная Севастопольская дивизия была выведена из состава 24-й воздушной армии ГСВГ и перебазировалась на аэродромы Калининградской области, войдя в состав 15-й воздушной армии Прибалтийского военного округа. Полк остался на своём аэродроме и вошёл в напрямую в состав 24-й воздушной армии ГСВГ.
В октябре 1970 года полк перебазировался на аэродром Хурба (Комсомольск-на-Амуре, Хабаровский край) и вошёл в состав 83-й смешанной авиационной дивизии 1-й воздушной армии Дальневосточного военного округа. В 1972 году полк вошёл в состав вновь созданной 83-й смешанной авиационной дивизии со штабом в городе Комсомольск-на-Амуре.
В 1975 году лётчики полка одними из первых в ВВС начали переучиваться на новые фронтовые бомбардировщики Су-24, которые эксплуатировали до 1998 года. Первые пять самолётов Су-24 полк получил от 63-го бомбардировочного авиационного полка с аэродрома Черняховск.

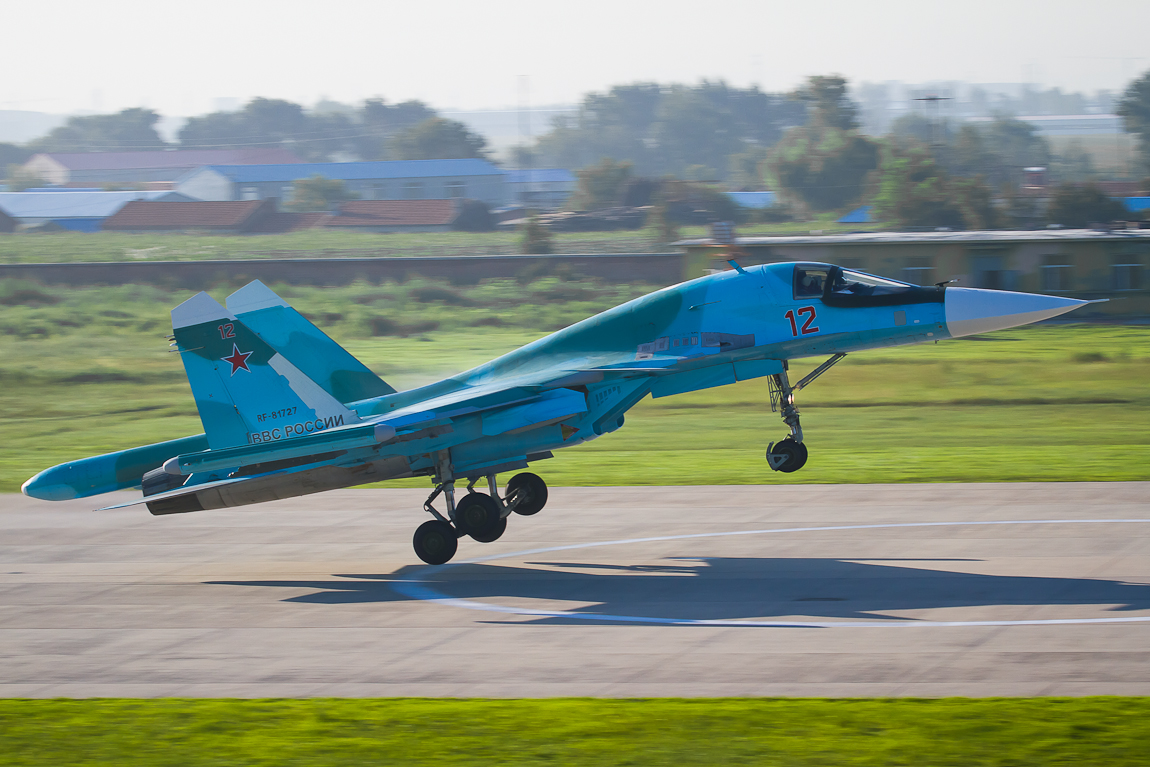
Зачётные полёты участников конкурса «Авиадартс» на Су-34 (п. Чанчунь, КНР) (6)

С 1998 года полк получил модернизированные Су-24М. После освоения модернизированных Су-24М по итогам боевой подготовки за 1999 год полк был признан лучшим в 11-й армии ВВС и ПВО. С 2000 по 2007 годы полк занимает 1-е место среди бомбардировочных полков 11 армии ВВС и ПВО. За проявленные мужество, героизм и успехи в деле освоения новой техники ряд офицеров полка награждён орденами и медалями.
Полк неоднократно участвовал в ликвидации ледовых заторов во время весеннего половодья в Якутии, где они осуществляли точечное бомбометание авиабомб ФАБ-250 в узостях рек, для предотвращения затопления населённых пунктов и разрушения гидротехнических сооружений и мостов.
В 2001 году дивизия расформирована и полк вошёл в состав 11-й армии ВВС и ПВО. С 1 марта 2009 года полк вошёл в состав 3-го Краснознамённого командования ВВС и ПВО Восточного военного округа, а после его преобразования — с 1 августа 2015 года в 11-ю Краснознамённую армию ВВС и ПВО.
В связи с реорганизацией в конце 2009 года на базе полка на аэродроме Хурба была создана 6988-я Млавская авиационная база 1-го разряда. 302-й бомбардировочный авиационный полк (Переясловка) и 523-й бомбардировочный авиационный полк (Возжаевка) расформированы, техника и вооружение переданы на 6988-ю Млавскую авиационную базу 1-го разряда.
В 2011 году на основе 6988-й Млавской авиационной базы 1-го разряда сформирована 6983-я гвардейская авиационная Витебская дважды Краснознамённая орденов Суворова и Почётного Легиона база «Нормандия-Неман» 1-го разряда.
В 2013 году в Комсомольске-на Амуре была восстановлена 303-я смешанная авиационная Смоленская Краснознамённая ордена Суворова дивизия и в декабре 2013 года вновь сформирован 277-й бомбардировочный авиационный полк, который вошёл в её состав.
С августа 2016 года полк начал вооружаться самолётами Су-34.

## Награды
За образцовое выполнение заданий командования на фронте борьбы с немецкими захватчиками и проявленные при этом доблесть и мужество Указом Президиума Верховного Совета СССР 277-й бомбардировочный авиационный Млавский полк награждён орденом Красного Знамени.

## Почётные наименования
- За отличие в боях при овладении городами Млава и Дзялдов (Зольдау) — важными узлами коммуникаций и опорными пунктами обороны немцев на подступах к южной границе Восточной Пруссии и городом Плоньск — крупным узлом коммуникаций и опорным пунктом обороны немцев на правом берегу Вислы На основании Приказа № 232 Верховного Главнокомандующего от 19 января 1945 года 277-му бомбардировочному авиационному полку присвоено почётное наименование «Млавский»[13].
- 277-му бомбардировочному авиационному полку в целях воспитания военнослужащих в духе преданности Отечеству и верности воинскому   долгу, сохранения славных воинских исторических традиций, а также учитывая заслуги личного состава 277-го бомбардировочного авиационного полка Указом Президента Российской Федерации № 35 от  29 января 2018 года присвоено почётное наименование «Млавский»[2].
- За отличие проявленное личным составом полка в боевых действиях в ходе вторжения России на Украину, 9 ноября 2022 года, указом Президента России В. В. Путина, полку присвоено звание гвардейского[14].

## Благодарности Верховного Главнокомандующего
Воинам полка в составе 132-й бомбардировочной авиационной дивизии объявлены благодарности Верховного Главнокомандующего:
- За отличие в боях при овладении штурмом крепостью и важнейшей военно-морской базой на Чёрном море городом Севастополь[15].
- За отличие в боях при вторжении в Восточную Пруссию и за овладение городами Найденбург, Танненберг, Едвабно и Аллендорф — важными опорными пунктами обороны немцев[16].
- За отличие в боях при овладении городами городами Восточной Пруссии Остероде и Дойч-Эйлау — важными узлами коммуникаций и сильными опорными пунктами обороны немцев[17].
- За отличие в боях при овладении городом Штольп — важным узлом железных и шоссейных дорог и мощным опорным пунктом обороны немцев в Северной Померании[18].
- За отличие в боях при овладении главным городом Померании и крупным морским портом Штеттин, а также занятии городов Гартц, Пенкун, Казеков, Шведт[19].
- За отличие в боях при овладении городами и важными узлами Анклам, Фридланд, Нойбранденбург, Лихен и вступлении на территорию провинции Мекленбург[20].
- За отличие в боях при овладении портом и военно-морской базой Свинемюнде — крупным портом и военно-морской базой немцев на Балтийском море[21].
- За отличие в боях при форсировании пролива Штральзундерфарвассер и овладении островом Рюген[22].

## Самолёты на вооружении
| Период      | Самолёты                         |
| ----------- | -------------------------------- |
| 1941 — 1942 | СБ                               |
| 1942 — 1951 | A-20 Boston (Douglas A-20 Havoc) |
| 1951 — 1965 | Ил-28Ш                           |
| 1965 — 1975 | Як-28И                           |
| 1975 — 1998 | Су-24                            |
| 1998 — н.в. | Су-24М                           |
| 2016 — н.в. | Су-34                            |

## Базирование
| Период            | Место базирования                                   |
| ----------------- | --------------------------------------------------- |
| 05.1945 — 12.1945 | аэродром Явор, Австрия)                             |
| 12.1945 — 1950    | аэродром Коломыя, Ивано-Франковская область         |
| 1950 — 21.05.1954 | аэродром Станислав, Ивано-Франковск, Украинская ССР |
| 21.05.1954 — 1967 | аэродром Бранд, Германия                            |
| 1967 — 10.1970    | аэродром Финов, Германия                            |
| 10.1970 — н.в.    | аэродром Хурба, Хабаровский край                    |

## Лётные происшествия
- Весной 1998 года на Су-24М (бортовой номер «04») при заходе на посадку из-за отказа гидросистемы произошёл невыпуск основных стоек шасси. Экипаж выполнил проходы над ВПП, пытаясь перегрузкой выпустить основные стойки шасси. Когда это не удалось, было принято решение садиться на грунт. Над ближним приводным радиомаяком штурман сбросил фонарь, аварийная посадка была произведена успешно[1].
- 23 августа 2007 года при выполнении тренировочного полёта на Су-24М (бортовой номер «63») произощел пожар в закабинном отсеке. Экипаж благополучно катапультировался[1].
- 15 февраля 2008 года на Су-24М в полёте произошёл отказ двигателя, лётчики действовали грамотно и выполнили благополучную посадку на одном работающем двигателе[1].
- В марте 2013 года из-за ошибки лётчика произошла авария, в результате которой повреждён Су-24М2.При рулении самолёт врезался в аэродромный передвижной агрегат АПА-5Д[1].
- 6 июля 2015 года при взлёте с аэродрома Хурба разбился Су-24М2, оба лётчика погибли. После отрыва самолёта от ВПП произошёл отказ системы выпуска-уборки крыла, самолёт резко свалился в левый крен и столкнулся с землёй. Самолёт упал  на взлётно-посадочную полосу. Самолёт имел подвешенные бомбы[1].
- 31 июля 2018 года при посадке на аэродроме Хурба после выполнения тренировочного полёта Су-34 из состава полка выкатился на 500 метров за пределы ВПП. Самолёт повреждений не получил, пострадавших нет[23] Причиной стал отказ системы выпуска тормозного парашюта[24].
- 18 января 2019 при выполнении тренировочного полёта над акваторией Японского моря над Татарским проливом в 35 км от берега при отработке маневрирования произошло столкновение в воздухе двух самолётов Су-34 из состава полка. Полёт выполнялся в сложных метеорологических условиях и без боекомплекта. Экипажи обоих самолётов, четыре лётчика, катапультировались[25][26][27][28][29], однако лишь штурман одного из экипажей найден живым и спасён[30].